# Haakon Sørbye
Haakon Sørbye, född 16 mars 1920 i Oslo, död 15 september 2016 i Bærum, var en norsk ingenjör. Han var motståndsman under andra världkriget, då han var medlem av spionradiogruppen Skylark B i Trondheim. De sista 17 åren av sitt yrkesliv var han professor vid Norges tekniske høgskole.

## Andra världskriget
Haakon Sørbye började studera på Norges tekniske høgskole i Tromdheim i september 1939 och var där tills tyskarna ockuperade Norge i april 1940. Han deltog i det inledande försvaret av landet som radiotelegrafist tills de norska styrkorna kapitulerade i Trøndelag den 10 maj 1940.
I september 1940 etablerade British Secret Intelligence Service två radiostationer i det ockuperade Norge: Skylark A under Sverre Midtskau i Oslo och Skylark B under Erik Welle-Strand (1915–2001) i Trondheim. Skylark B-gruppens radiooperatörer rekryterade från högskolan, och Haakon Sørbye enrollerades till denna. Andra medlemmar var bland andra Bjørn Rørholt och Einar Johansen. Kemiprofessorn Leif Tronstad hjälpte till att insamla information. Skylark B etablerade regelbunden sändning till England mellan januari och augusti 1941, då Gestapo kom gruppen på spåret.  
Haakon Sørby arresterades av Gestapo och sändes i augusti 1943 till koncentrationslägret Natzweiler i Frankrike. Han flyttades därefter mellan flera läger och räddades slutligen av Röda Korset vid krigsslutet. Han satt en period i koncentrationslägret Dachau.

## Yrkesliv
Efter återkomst till Norge fortsatte Haakon Sørbye studierna på Norges tekniske høgskole och blev elektroingenjör. Han var forskare på Forsvarets forskningsinstitutt i Bergen 1958–1957, på Nato:s forskningsinstitut Shape Technical Center i Haag i Nederländerna 1957–1960 och åter på Forsvarets forskningsinstitutt i Bergen samt i Kjeller utanför Oslo 1960–1964. Från 1964 tjänstgjorde han på Norges tekniske høgskole som docent i teleteknik, åren 1970–1972 som professor i kommunikationsteknik på Den tekniske høyskole i Twente i Nederländerna samt 1972–1987 som professor i teleteknik på Norges tekniske høgskole (numera Norges teknisk-naturvitenskaplige universitet).